# Carl Weigle
Carl Weigle (* 21. Dezember 1849 in Ludwigsburg-Hoheneck; † 1932 oder 10. Oktober 1931 in Stuttgart oder Baden-Baden) war ein deutscher Architekt.

## Leben und Wirken
Weigle studierte Architektur bei Christian Friedrich Leins, Adolf Gnauth und Robert von Reinhardt in Stuttgart und arbeitete in den Jahren 1877 bis 1910 in Sozietät mit Ludwig Eisenlohr sowie später mit seinen Söhnen Hermann und Georg (Büro Oberbaurat Weigle und Söhne). Während seines Studiums wurde er Mitglied der Stuttgarter Studentenverbindung Akademische Gesellschaft Sonderbund.
Weigle war von 1885 bis 1911 Herausgeber der Fachzeitschrift Architektonische Rundschau. Er wurde 1889 zum königlichen Baurat und 1903 zum Oberbaurat ernannt. 1920 wurde er zum Ehrenbürger von Ludwigsburg. Sein Sohn Hermann Weigle war Regierungsbaumeister in Stuttgart, wo er für die Firma Oberbaurat Weigle und Söhne einige Industriegebäude errichtete.

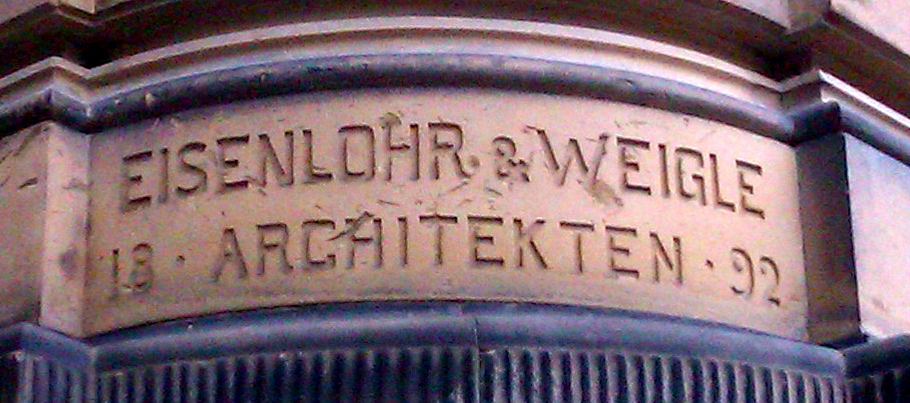
Inschrift „Eisenlohr & Weigle“ an der Villa Kienlin

## Bauten und Entwürfe
1877–1910 (in Büro Eisenlohr und Weigle):
- 1881: Umbau der Villa Louis Link in Heilbronn, Cäcilienstraße 51
- 1884: Gruftkapelle der Freiherren von Gemmingen bei Burg Hornberg in Neckarzimmern[5]
- 1884?: Wettbewerbsentwurf für den Galateabrunnen in Stuttgart (gemeinsam mit dem Bildhauer Wilhelm von Rümann; prämiert mit dem 1. Preis, jedoch nicht ausgeführt)
- 1885: Wettbewerbsentwurf für das Reichsgericht in Leipzig (prämiert mit einem von zwei 2. Preisen)[6]
- 1885–1886: Schweinsbergturm bei Heilbronn
- 1891–1892: Villa Kienlin in Stuttgart, Mörikestraße 7/9 (unter Denkmalschutz)
- 1892–1893: Mehrfamilienwohnhaus Weißenburgstraße 2b in Stuttgart (unter Denkmalschutz)
- 1895: Kriegsbergturm in Stuttgart-Relenberg
- 1895–1896: Umbau und Erweiterung des Hotels Marquardt (später gen. Marquardtbau) in Stuttgart, Königstraße / Bolzstraße
- 1898: Villa Clausnitzer in Stuttgart, Gerokstraße 1 (nicht erhalten)
- ab 1898: Schloss Babstadt in Babstadt bei Heilbronn
- 1900: Schwabenhaus in Tübingen
- 1901–1903: Schiller-Archiv und -Museum (seit 1922 Schiller-Nationalmuseum) in Marbach am Neckar
- 1904–1905: Erlöserkirche in Königsberg an der Eger
- ab 1904: Umbau des Alten Schlosses zum Rathaus in Tettnang
- 1904: Haus Meyer-Förster in Stuttgart-Degerloch[7]
- 1905–1907: Rathaus in Vaihingen auf den Fildern
- 1906: Wohnhaus Kommerzienrat Eisenlohr, Stuttgart[8]
- 1907–1909: Rathaus in Feuerbach
- 1909–1910: Kurgartenhotel in Friedrichshafen (1971 abgebrochen)

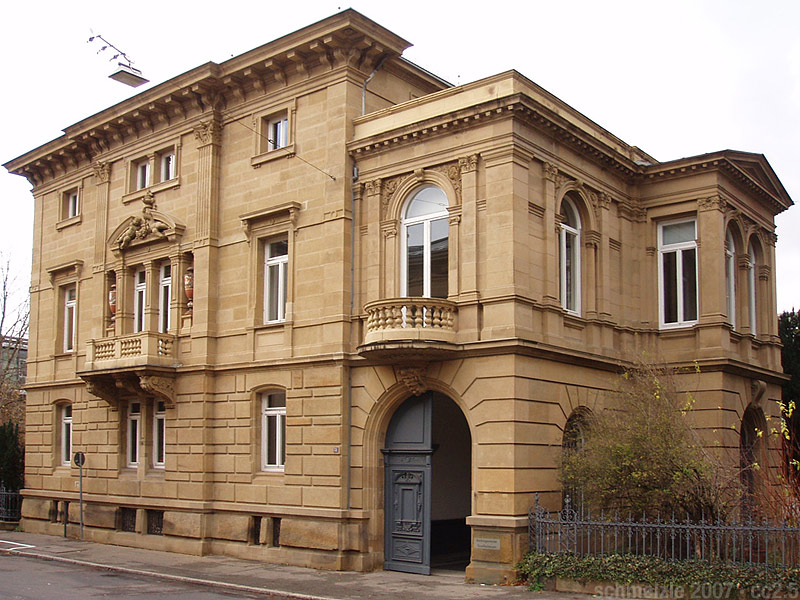
Villa Link in Heilbronn
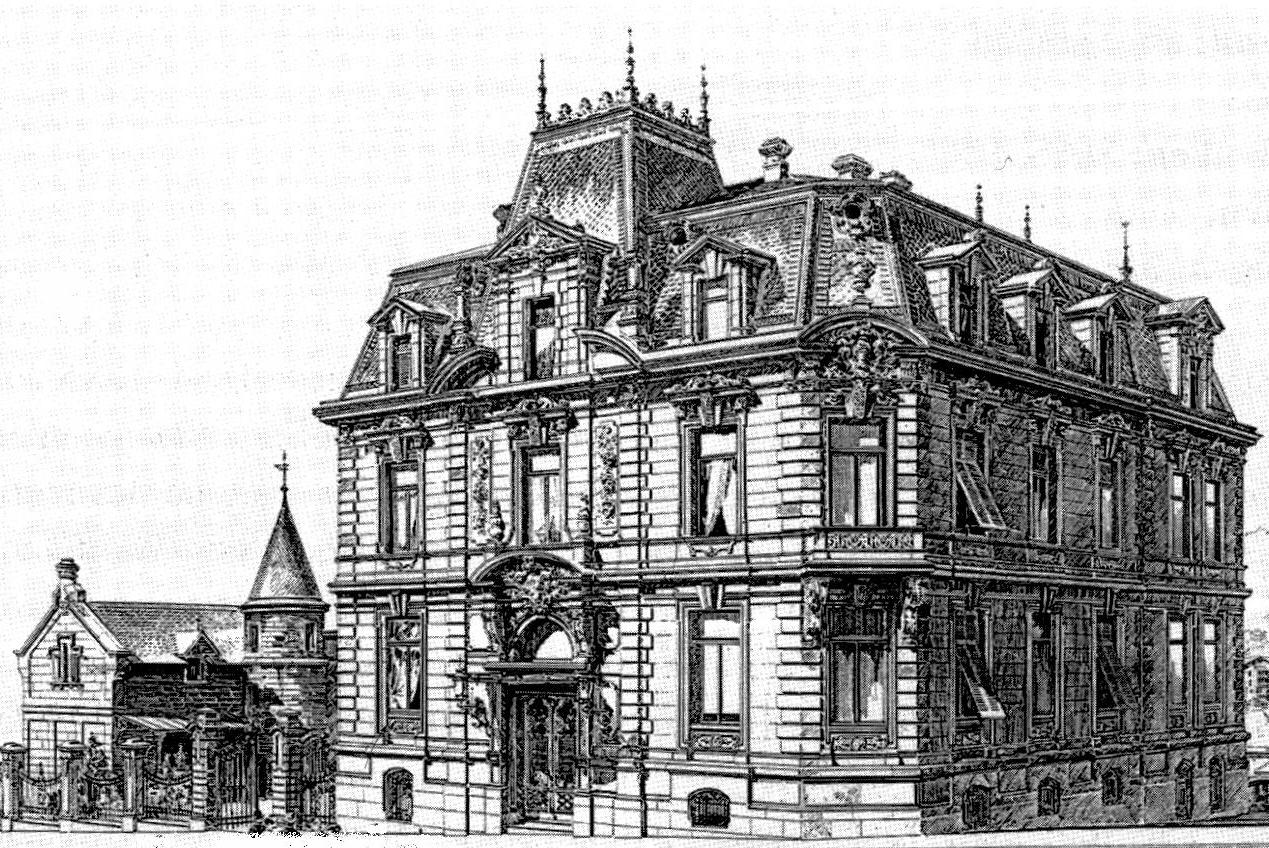
Villa Kienlin in Stuttgart
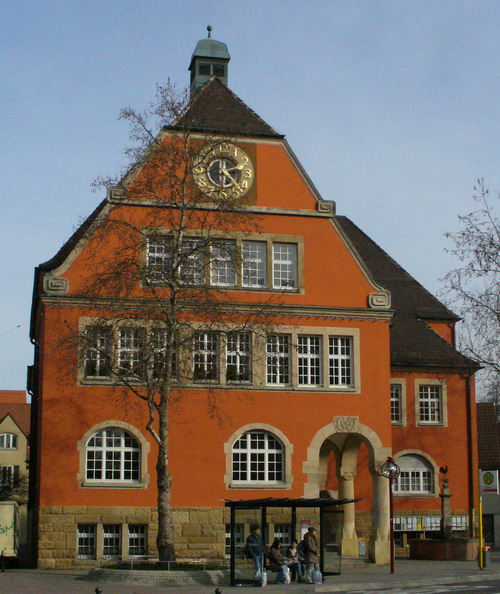
Rathaus in Vaihingen auf den Fildern
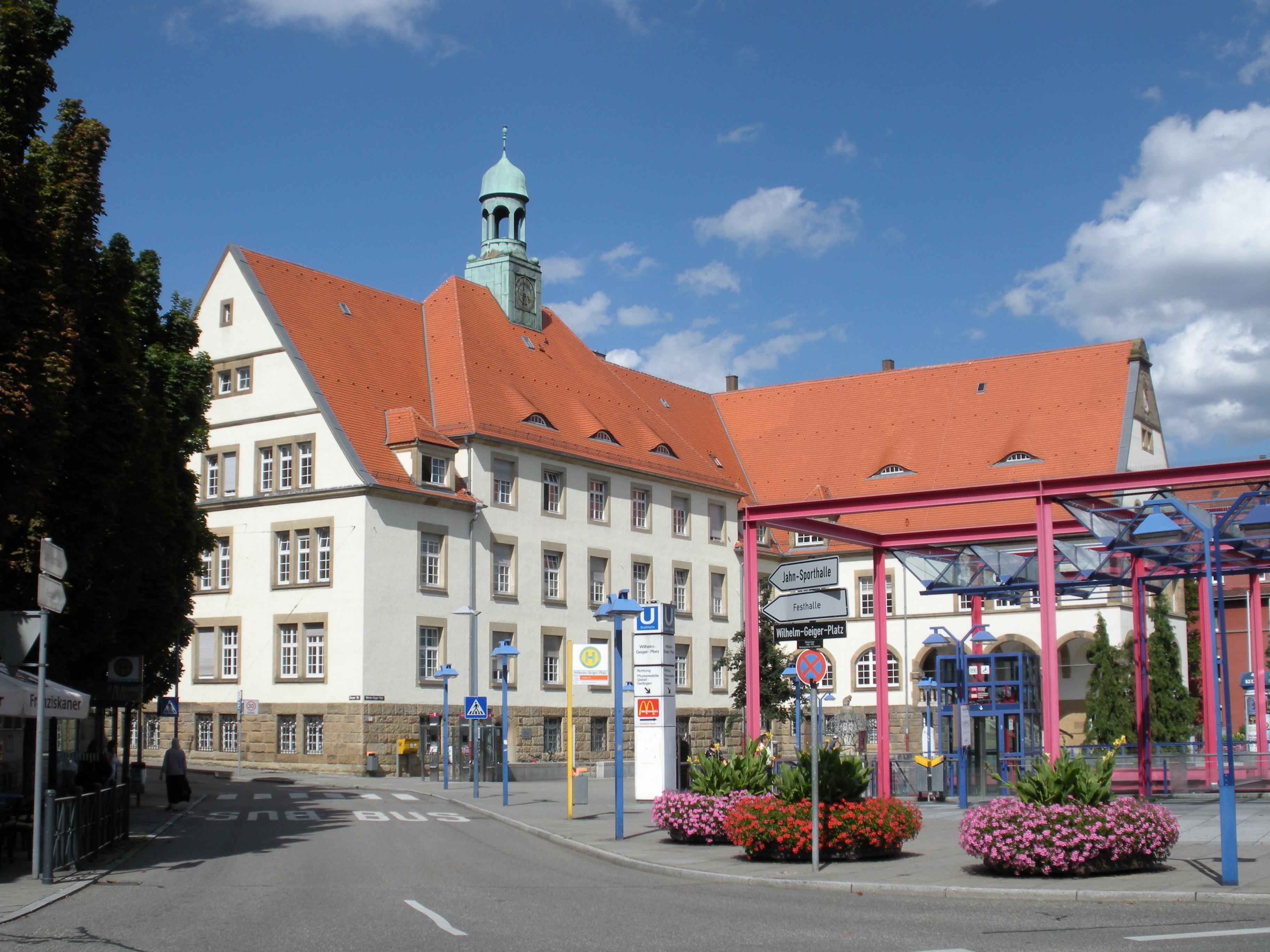
Rathaus in Feuerbach
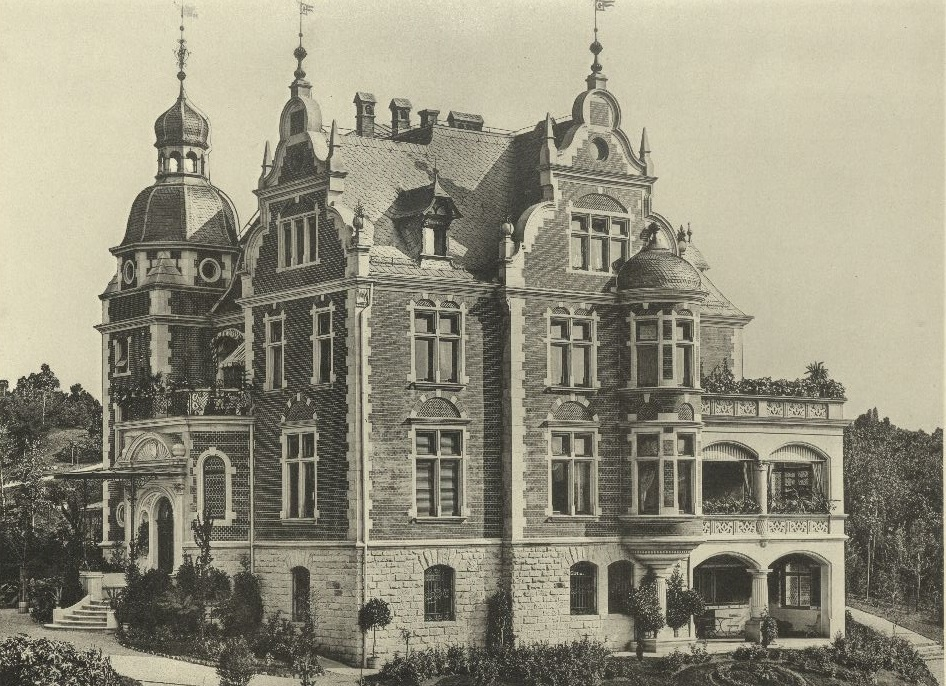
Villa Giesler in Stuttgart

ab 1910 (in Büro Oberbaurat Weigle und Söhne):

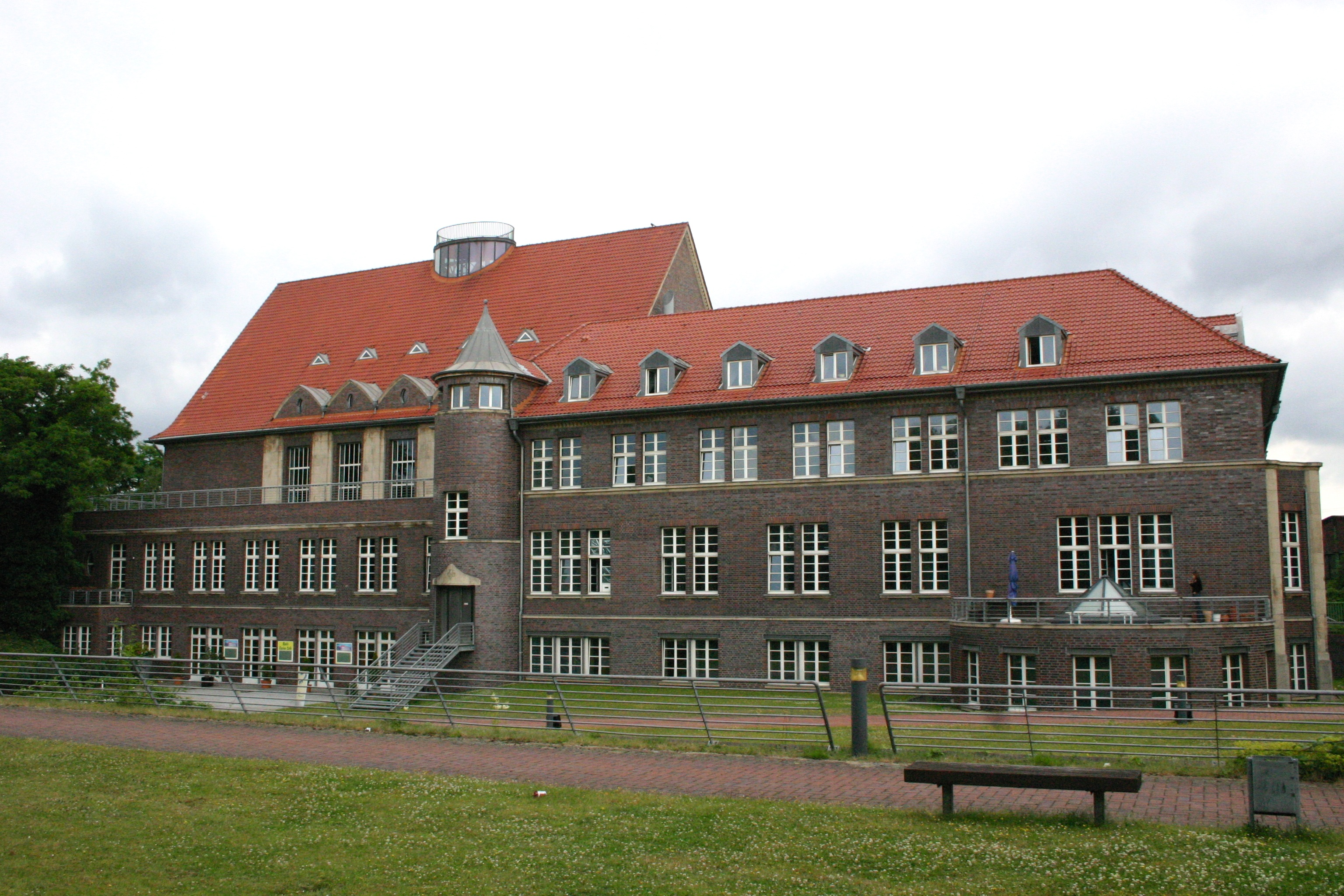
Werksgasthaus in Oberhausen

- 1911: Wettbewerbsentwurf für ein Krematorium in Pforzheim (Ankauf)[9]
- 1911–1912: Verwaltungsgebäude im Werk Mettingen der Maschinenfabrik Esslingen
- ab 1912: Schachtanlage der Zeche Jacobi der Gutehoffnungshütte in Oberhausen-Klosterhardt (nicht erhalten)
- 1913–1914: Werksgasthaus der Gutehoffnungshütte in Oberhausen, Essener Straße 3 (unter Denkmalschutz)
- 1920: Wettbewerbsentwurf für das Hauptlagerhaus der Gutehoffnungshütte in Oberhausen (nach anderem Entwurf ausgeführt)

## Schriften
- Das Verwaltungsgebäude der Lebensversicherungs- und Ersparnisbank Stuttgart. In: Monatsschrift des Württembg. Vereins für Baukunde in Stuttgart. F. Weise’s Hofbuchhandlung in Stuttgart (bis 1900); Süddt. Verl.-Anstalt, München (ab 1901). Stuttgart 1898–1904, S. 32–33 (uni-stuttgart.de).